# Николай Александров (политик, р. 1986)
Вижте пояснителната страница за други личности с името Николай Александров.
Николай Веселинов Александров е български и политик от ПП АТАКА. Народен представител от Атака в XLII народно събрание. Областен координатор на ПП АТАКА на област Варна и регионален координатор на ПП АТАКА за Североизточна България. Част е от ръководството на Националаната младежка организация на АТАКА. Владее английски и руски език. Депутат от ПП Атака и в XLIII народно събрание от 28 МИР Търговище.

## Биография
Николай Александров е роден през 1986 година в град София. Завършва география и биология в Софийски университет „Свети Климент Охридски“ и международни финанси в УНСС.
На парламентарните избори в България през 2013 година е водач от листата на ПП АТАКА в 8 МИР Добрич, и е избран за народен представител.
На парламентарните избори в България през 2014 година е избран от листата на ПП АТАКА В 28 МИР Търговище за депутат.